# Бурханівка (Баштанський район)
Бурхані́вка — село в Україні, у Снігурівській міській громаді Баштанського району Миколаївської області. Населення становить 283 особи.

## Населення

### Мова
Розподіл населення за рідною мовою за даними перепису 2001 року:
| Мова       | Кількість | Відсоток |
| ---------- | --------- | -------- |
| українська | 272       | 96.11%   |
| російська  | 8         | 2.83%    |
| румунська  | 2         | 0.71%    |
| білоруська | 1         | 0.35%    |
| Усього     | 283       | 100%     |